# Iturama (kommun)
Iturama är en kommun i Brasilien.   Den ligger i delstaten Minas Gerais, i den södra delen av landet, 500 km sydväst om huvudstaden Brasília. Antalet invånare är 34 440.
Följande samhällen finns i Iturama:
- Iturama

Omgivningarna runt Iturama är en mosaik av jordbruksmark och naturlig växtlighet. Runt Iturama är det ganska glesbefolkat, med 36 invånare per kvadratkilometer.